# Leurostenus
Leurostenus är ett släkte av skalbaggar. Leurostenus ingår i familjen vivlar.
Kladogram enligt Catalogue of Life:
| Leurostenus | \| \| Leurostenus elaeidis \| \| \| \| \| \| Leurostenus filum \| \| \| \| |
|             | \| \| Leurostenus elaeidis \| \| \| \| \| \| Leurostenus filum \| \| \| \| |
|             | Leurostenus elaeidis                                                       |
|             |                                                                            |
|             | Leurostenus filum                                                          |
|             |                                                                            |